# Abbazia Santa Maria La Sanità del Casale
L'abbazia Santa Maria La Sanità del Casale è un santuario diocesano dell'arcidiocesi di Matera-Irsina, ed è stato uno dei santuari del Giubileo 2000. Si trova nell'abitato di Pisticci e giuridicamente appartiene alla parrocchia di Cristo Re Pisticci.
Il complesso è strutturato dal Santuario e da un'abbazia che è oggi centro di lavori di ristrutturazione. Il tempio, a pianta basilicale latina a tre navate con absidi semicircolari, fu edificato sulle antiche rovine di un cenobio greco-bizantino. Il santuario è in stile romanico-pugliese, come evidenziato dalla pietra locale, utilizzata per la messa in opera della chiesa. La facciata che ospita il grande rosone e sotto il portone di ingresso sovrastato da una successione di piccoli archi a tutto sesto.
All'interno del santuario vi è la statua in legno della Vergine, risalente al XVII secolo e recentemente restaurata. La statua fu incoronata da papa Giovanni Paolo II nell'aprile del 1991, nella sua visita a Matera. La statua solitamente è sita dietro l'altare.
La statua viene venerata tutto l'anno, vi è anche una messa parrocchiale nei mesi invernali, a cui partecipano in particolare devoti, ammalati e chi visita i defunti del vicinissimo cimitero. L'ultima domenica di aprile viene celebrata la festa in onore della Madonna del Casale, con processione per le vie principali della cittadina.

## Storia
Fu presumibilmente costruita intorno al 1087 sui ruderi di un antico cenobio greco-bizantino da Rodolfo Maccabeo ed Emma d'Altavilla, sul monte Corno, allora fuori dal centro urbano di Pisticci. L'abbazia, dedicata alla beata Vergine Maria, fu affidata ai monaci benedettini di Taranto.
Il complesso, formato dalla chiesa e dal chiostro con la certosa, è in stile romanico pugliese, costruito in pietra locale.
Della costruzione originaria è rimasta integra solo la chiesa, attualmente sono invece in fase avanzata i lavori di ricostruzione del campanile, del chiostro e della certosa.
L'interno della chiesa si presenta a tre navate terminanti con absidi semicircolari. Il tetto è ligneo a capriate, retto da archi ogivali su colonne squadrate. È presente l'arco santo centrale e nelle pareti si aprono monofore con archi a tutto sesto.
Sulla facciata spicca la successione di archetti a tutto sesto sotto la cornice e particolarmente importanti sono il grande rosone e il portale.
Il portale risale al 1200, ha forma ogivale con tre fasce scolpite con foglie d'acanto a spine. L'arco interno è sostenuto da due colonnine laterali con capitelli scolpiti con figure di aquilotti a sinistra e tigrotti a destra.
Il grande rosone ha le stesse decorazioni del portale e immette luce nella chiesa insieme alle monofore sulle pareti laterali, munite di vetrate recenti raffiguranti dei Santi.
La statua della Vergine è una scultura in legno del XII secolo e fu incoronata da papa Giovanni Paolo II il 27 aprile 1991 a Pisticci davanti ai lavoratori e ai fedeli lucani. 